# 핑크 팬더 4 - 핑크 팬더의 역습
핑크 팬더 4 - 핑크 팬더의 역습(The Pink Panther Strikes Again)은 영국에서 제작된 블레이크 에드워즈 감독의 1976년 코미디, 범죄 영화이다. 피터 셀러스 등이 주연으로 출연하였고 블레이크 에드워즈 등이 제작에 참여하였다.

## 출연

### 주연
- 피터 셀러스
- 허버트 롬
- 레슬리 앤 다운

### 조연
- 버트 쿽
- 콜린 블레이커리
- 레너드 로시터
- 안드레 마란느
- 바이론 케인
- 딕 크로킷
- 리차드 버논
- 더들리 서튼
- 머레이 캐쉬
- 할 갤리리

## 제작진
- 협력프로듀서: 토니 애덤스
- 미술: 피터 멀린스
- 의상: 타이니 니콜스
- 의상: 브리짓 셀러스